# Barbara Seidler
Barbara Seidler, właśc. Renata Barbara Seidler-Hollender (ur. 15 listopada 1930 w Warszawie) – polska dziennikarka i publicystka, w latach 1964–1991 związana z „Życiem Literackim”.

## Życiorys
Urodziła się w Warszawie, w rodzinie Romana Seidlera (1898–1958), ekonomisty, urzędnika w Banku Polskim, i Antoniny z domu Lipińskiej (1897–1983), urzędniczki handlu zagranicznego. Uczęszczała do prywatnej żeńskiej szkoły im. Cecylii Plater-Zyberkówny.
Podczas okupacji niemieckiej ukończyła II klasę gimnazjalną i zdała do klasy III, była harcerką 6. Warszawskiej Żeńskiej Drużyny Harcerskiej, od 1942 służyła w Szarych Szeregach, ukończyła kurs sanitarny i łącznościowy. Uczestniczyła w powstaniu warszawskim jako łączniczka i sanitariuszka ps. „Bajbus”. Służbę sanitarną pełniła m.in. w szpitalu powstańczym przy ul. Marszałkowskiej 81. Po upadku powstania razem z matką poprzez obóz przejściowy w Pruszkowie, Bochnię dotarły do Krakowa, gdzie podjęła przerwaną edukację w III klasie Gimnazjum Sióstr Urszulanek.
Po powrocie do Warszawy, od września 1945 roku kontynuowała naukę w Gimnazjum i Liceum im. Tadeusza Reytana, które ukończyła w 1948 i zdała maturę. W 1952 ukończyła studia prawnicze na Uniwersytecie Warszawskim. Debiutowała w 1950 reportażem pt. Wszystko zależy od kierownictwa w świetlicach Ligi Kobiet, opublikowanym w „Życiu Warszawy” nr 59. Pracowała kolejno w „Życiu Warszawy” (1950–1955), „Po Prostu” (1955–1957), „Nowej Kulturze” (1957–1962), Samodzielnej Redakcji Filmowej Telewizji Polskiej (1962–1964), „Życiu Literackim” (1964–1991), „Nowej Europie” (1993–1995), „Prawie i Życiu” (1995–1998). Od 1999 była felietonistką „Prawa i Gospodarki”. Swoje publikacje w prasie podpisuje kryptonimami: B.S., BAS, (bas)., Beta.
Opublikowała kilkanaście książek reportażowych, była także autorką scenariuszy filmów dokumentalnych i popularnych komiksów (m.in. z serii Legendy polskie i Kapitan Żbik).
W 1950 została członkinią Związku Zawodowego Dziennikarzy (potem Stowarzyszenie Dziennikarzy Polskich; członkini do 1982). Od 1954 członkini ZAiKS-u, od 2020 posiada członkostwo honorowe. W latach 1970–1983 była członkinią Związku Literatów Polskich, w 1989 została członkinią Stowarzyszenia Pisarzy Polskich. Jest także członkinią Stowarzyszenia Dziennikarzy Podróżników „Globtrotter”.
Jej mężem od 1955 był producent filmów fabularnych Wilhelm Hollender, jej córką jest dziennikarka Barbara Hollender.

## Twórczość

### Książki
- Worek z miliardami. Warszawa: Czytelnik 1960.
- Dziś na wokandzie... Warszawa: Czytelnik 1966.
- Batalia o życie. Warszawa: Iskry 1969.
- Na wadze Temidy. Warszawa: Czytelnik 1971.
- Skłóceni z prawem. Kraków: Wydawnictwo Literackie 1972.
- Schody do raju czy rozpacz? Warszawa: Czytelnik 1977.
- Cadillac i sombrero. Kraków, Wrocław: Wydawnictwo Literackie 1983.
- Mrok. Reportaże sądowe. Kraków, Wrocław: Wydawnictwo Literackie 1983.
- Ludzie i paragrafy. Kraków: Wydawnictwo Literackie 1988.
- Wampir wychodzi z mgły. Kraków: Prasowe Zakłady Graficzne 1990.
- Kto kazał strzelać. Grudzień '70. Warszawa: Polska Oficyna Wydawnicza „BGW” 1991.
- Szok wolności. Reportaże i doniesienia z sejmu 1989 roku. Gdańsk: słowo/obraz terytoria : Europejskie Centrum Solidarności 2009.

### Komiksy
- Gdzie jest jasnowłosa? (1974), wspólnie z Wandą Falkowską – w cyklu Kapitan Żbik – rysunki Jerzy Wróblewski
- O smoku wawelskim i królewnie Wandzie (1974) – rysunki Grzegorz Rosiński
- Wyzwanie dla silniejszego (1975), wspólnie z Wandą Falkowską – w cyklu Kapitan Żbik – rysunki Jerzy Wróblewski
- Opowieść o Popielu i myszach (1976) – rysunki Grzegorz Rosiński
- O Piaście Kołodzieju (1977) – rysunki Grzegorz Rosiński
- Seria Początki Państwa Polskiego
  - O Mieszku I i jego synu Bolesławie Chrobrym (1981) – rysunki Mirosław Kurzawa
  - Bolesław Krzywousty (1984) – rysunki Marek Szyszko
  - Władysław Łokietek (1985) – rysunki Marek Szyszko
  - Kazimierz Wielki (1988) – rysunki Marek Szyszko

## Ordery i odznaczenia
- Krzyż Kawalerski Orderu Odrodzenia Polski (1978)
- Krzyż Partyzancki
- Warszawski Krzyż Powstańczy (1999)
- Srebrny Krzyż Zasługi (1972)
- Krzyż Armii Krajowej (1980)
- Medal za Warszawę 1939–1945[6]
- Złota Odznaka honorowa „Za Zasługi dla Warszawy” (1978)[8]
- Medal ZAiKS-u (1998)
- Odznaka Honorowa ZAiKS-u (2009)

Źródło:.

## Nagrody i wyróżnienia
- Warszawska Nagroda Literacka Młodych (1956)
- Nagroda im. Juliana Bruna dla młodych dziennikarzy, przyznana przez Stowarzyszenie Dziennikarzy Polskich (1959)
- Nagroda Klubu Publicystyki Polityczno-Społecznej i Klubu Publicystyki Prawnej SDP (1964)
- Nagroda pisma „Prawo i Życie” (1965)
- Nagroda w konkursie „Życia Literackiego” za reportaże sądowe Skłóceni z prawem (1973)
- Nagroda Specjalna ZAiKS-u (2014, 2020)
- Grand Prix Nagrody im. Witolda Hulewicza (2017)
- Nagroda 100-lecia ZAiKS-u (2018)

Źródło:.